# Olympische Sommerspiele 1992/Teilnehmer (Zypern)
| Gelbes Symbol für Goldmedaillen mit stilisierten Olympischen Ringen | Graues Symbol für Silbermedaillen mit stilisierten Olympischen Ringen | Braundes Symbol für Bronzemedaillen mit stilisierten Olympischen Ringen |
| ------------------------------------------------------------------- | --------------------------------------------------------------------- | ----------------------------------------------------------------------- |
| —                                                                   | —                                                                     | —                                                                       |

Zypern nahm an den Olympischen Sommerspielen 1992 in Barcelona, Spanien, mit einer Delegation von 17 Sportlern, vier Frauen und 13 Männern, teil.

## Flaggenträger
Der Leichtathlet Marios Hadjiandreou trug die Flagge Zyperns während der Eröffnungsfeier im Olympiastadion.

## Teilnehmer nach Sportarten

### Bogenschießen
- Simos Simonis
Einzel: 74. Platz

### Judo
- Ilias Ioannou
Halbleichtgewicht: 24. Platz

- Khristodoulos Katsinioridis
Halbmittelgewicht: 18. Platz

### Leichtathletik
- Marios Hadjiandreou
Dreisprung: 39. Platz in der Qualifikation

- Fotis Stefani
Stabhochsprung: 26. Platz in der Qualifikation

- Giannis Zisimidis
100 Meter: Viertelfinale
200 Meter: Vorläufe

- Andri Avraam
Frauen, 10.000 Meter: Vorläufe

- Elli Evangelidou
Frauen, Kugelstoßen: 17. Platz in der Qualifikation

### Rhythmische Sportgymnastik
- Elena Khatzisavva
Frauen, Einzel: 42. Platz in der Qualifikation

- Anna Kimonos
Frauen, Einzel: 38. Platz in der Qualifikation

### Ringen
- Konstantinos Iliadis
Freistil, Weltergewicht: in der 2. Runde ausgeschieden

### Schießen
- Dimitrios Lordos
Mixed Trap: 33. Platz

- Andonis Nikolaidis
Mixed Skeet: 25. Platz

### Schwimmen
- Stavros Mikhailidis
50 Meter Freistil: 20. Platz
100 Meter Freistil: 44. Platz

- Kharalambos Panagidis
100 Meter Brust: 42. Platz

### Segeln
- Petros Elton
470er: 31. Platz

- Nikolas Epifaniou
470er: 31. Platz